# Тадеуш Маньковський
Тадеуш Маньковський (пол. Tadeusz Mańkowski, 2 серпня 1878, Львів — 8 серпня 1956 Краків) — польський правник, колекціонер, мистецтвознавець. 

## Біографія
Народився 2 серпня 1878 року в Львові в родині судді Володимира Маньковського і Ядвіґи з Лозинських. Вивчав правознавство у Львівському університеті. 1904 року здобув ступінь доктора права. У 1898–1902 роках працював у львівському Науковому закладі ім. Оссолінських, пізніше — як адвокат. Був одружений із Стефанією з Никоровичів. Захоплювався колекціонуванням, історією мистецтва. Від 1930 року працює виключно як мистецтвознавець. 1945 року виїхав до Польщі, очолював музей на Вавелі. 1948 року здобув ступінь доктора мистецтвознавства у Яґеллонському університеті. Там же у 1947–1955 викладав історію мистецтва Близького Сходу. 1951 року залишив роботу на Вавелі, після чого очолив кабінет гравюр Польської академії знань. Член Львівського наукового товариства, член-кореспондент Польської академії знань від 1932, дійсний член — від 1939. Від 1953 член Польської Академії Наук і Наукового товариства Варшави. Досліджував культуру і мистецтво Львова, історію вірменів Польщі, східне мистецтво. 1947 року відзначений Офіцерським хрестом Ордену Відродження Польщі.

## Видані праці
- August Moszyński: architekt polski XVIII stulecia, 1928.
- Lwowskie kościoły barokowe, 1932.
- Sztuka Islamu w Polsce w XVII i XVIII wieku, 1935. Пізніше у 1959 році перевидана під назвою Orient w polskiej kulturze artystycznej.
- Походження осілих у Львові італійських будівничих, 1936.
- Lwowska rzeźba rokokowa, 1937.
- Genealogia sarmatyzmu, 1946.
- Polskie tkaniny i hafty XVI—XVIII wieku, 1954.
- Dzieje wnętrz wawelskich, 1952, друге видання — 1957.
- Dawny Lwów, Londyn, 1973 (посмертне видання).
- Dawny Lwów — jego sztuka i kultura artystyczna, Londyn, 1974.